# 莫什
莫什（法語：Moosch，法語發音：[moʃ] ⓘ）是法国上莱茵省的一个市镇，属于坦恩-盖布维莱尔区。

## 地理
莫什（47°51'36"N, 7°3'0"E）面积15.25 平方千米，位于法国大東部大區上莱茵省，该省份为法国东部内陆省份，是阿尔萨斯的一部分，今与下莱茵省组成了阿尔萨斯欧洲集体，其北临下莱茵省，西接孚日省，西南接贝尔福地区省，东侧沿莱茵河与德国相望，南与瑞士接壤。
与莫什接壤的市镇（或旧市镇、城区）包括：米察克、圣阿马兰、盖苏斯、马尔梅尔斯帕克、比奇维莱尔莱坦恩、上布尔巴克、里姆巴克普雷马瑟沃、马斯沃-尼德布吕克。
莫什的时区为UTC+01:00、UTC+02:00（夏令时）。

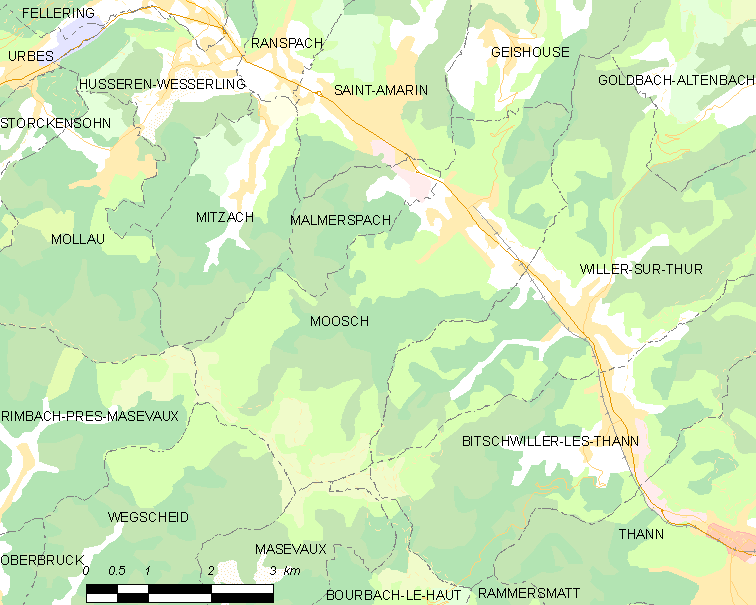
莫什的OSM定位图

## 行政
莫什的邮政编码为68690，INSEE市镇编码为68217。

## 政治
莫什所属的省级选区为塞尔奈县。

## 人口

1962-2008年间莫什人口变化图示

莫什于2022年1月1日时的人口数量为1612人。